# Jeremiah Eames Rankin
Jeremiah Eames Rankin, född 1828, död 1904, teologie doktor, rektor vid Harvard University i USA, sångförfattare.

## Sånger
- Gud dig följe, tills vi möts igen (nr 683 i Frälsningsarméns sångbok 1990).
- Är du trött av livets hårda strider (nr 380 i FA:s sångbok, 1990).